# Selenia costijuncta
Selenia costijuncta är en fjärilsart som beskrevs av Edward Alfred Cockayne 1948. Selenia costijuncta ingår i släktet Selenia och familjen mätare. Inga underarter finns listade.